# Crippler (cómic)
Crippler, o Rompehuesos en español, es un personaje ficticio que aparece en los cómics estadounidenses publicados por Marvel Comics.
Crippler es un mercenario que fue una vez un miembro de HYDRA, pero luego renunció para convertirse en un miembro de vigilantes y más tarde, el Grupo Salvaje de Silver Sable.

## Biografía del personaje ficticio
Carl Stricklan fue una vez un marine estadounidense, pero fue dado de baja deshonrosamente. Se convirtió en un oficial de policía de Nueva York, pero fue despedido por brutalidad excesiva. Como Crippler, se convirtió en un agente al servicio de HYDRA, como miembro de la División Elite Bounty. Fue enviado en una misión por el Barón Strucker para recuperar a Sathan. El lisiado luchó contra Daredevil, Darius y Sathan. Luego abandonó Hydra para convertirse en un vigilante. Luego luchó contra los Wildboys.
Crippler pronto se convirtió en un mercenario, y se unió al  Grupo Salvaje de Silver Sable. En su primera misión con ellos, luchó contra Gattling y los Watchdogs. Luego, los del Grupo Salvaje fueron enviados a rescatar a Silver Sable, y lucharon contra los doppelgangers del Hombre de Arena y Doctor Doom. Luego se encontraron con Deathlok. El Grupo Salvaje buscó el cuerpo humano de Deathlok y luchó contra los Cyberwarriors. El Grupo Salvaje fue contratado por J. Jonah Jameson para capturar la Antorcha Humana. Con el Grupo Salvaje, Crippler luchó contra Venom. El Grupo Salvaje luego luchó contra Genesis Coalition. El Grupo Salvaje se unió con Next Wave, Mantarraya y Siege para luchar contra los Cyberwarriors y Genesis Coalition.

### La Iniciativa
Stricklan está siendo considerado como un "recluta potencial" para el programa Iniciativa.

## Poderes y habilidades
Crippler es un hombre normal con una constitución atlética. Es un extraordinario luchador callejero, y recibió entrenamiento adicional en combate armado y desarmado de los Marines de los EE. UU., NYPD, Hydra y Silver Sable. Es un tirador experto y un experto en cuchillos, látigos, bastones y la mayoría de las otras armas de mano.
Lleva un traje con forro de Kevlar proporcionado por Silver Sable, y usa su cobtraton suministrado por Hydra (un bastón de acero telescópico seccionado) y varios cuchillos, pistolas, rifles y lanzallamas según sea necesario.
Crippler tiene una adicción trastornada a la violencia física y disfruta infligir y experimentar dolor físico.